# Lestón (Laracha)
Lestón (llamada oficialmente San Martiño de Lestón) es una parroquia del municipio de Laracha, en la provincia de La Coruña, Galicia, España.

## Entidades de población
Entidades de población que forman parte de la parroquia:
- Grela (A Agrela)
- Cachada (A Cachada)
- Ganduma (A Ganduma)
- Porta Santa (A Porta Santa)
- Rañeiras (As Rañeiras)
- Torre (A Torre)
- Centulle
- Fofelle
- Iglesario (O Igrexario)
- Lestón
- Aguiuncho (O Aguiúncho)
- Castro (O Castro)
- Cruceiro (O Cruceiro)
- Payosaco (Paiosaco)
- Barreira (A Barreira)

## Despoblado
- Mesón (O Mesón)

## Demografía
| Gráfica de evolución demográfica de Lestón entre 2000 y 2018 |
|                                                              |
| Población de derecho según el padrón municipal del INE       |